# Cueva de Nerja
De Cueva de Nerja is een druipsteengrot vlak bij de Spaanse plaats Nerja, provincie Málaga. Het omringende gesteente van de grot is dolomiet en het gangenstelsel heeft een lengte van vijf kilometer. De grot werd in 1959 ontdekt en valt op door de enorme afmetingen. Een stalactiet in de grot heeft een hoogte van 32 meter.

## Omschrijving
De grot strekt zich uit over bijna vijf kilometer, ze heeft een totale oppervlakte van 35.484 vierkante meter en een volume van 64.379 kubieke meter. De grotten zijn gevormd door karst in de kalkachtige afzettingen van de oude Middellandse Zee in het Trias, die zijn versteend tot het huidige dolomiet marmer. Tussen het einde ven het Krijt en het begin van het Mioceen vormde zich de Betische cordillera met de Sierra Tejeda of Almijara. De overvloedige regens van de laatste vijf miljoen jaar, van het late Mioceen tot het Vroeg Pleistoceen infiltreerden in het kalkrijke dolomiet marmer en zorgden voor het ontstaan van de grotten. Door plaatselijke aardverschuivingen werden de ondergrondse rivieren naar een lager niveau gedrongen en konden zich op het bovenste niveau stalactieten en stalagmieten beginnen vormen. In de laatste 800.000 jaar hebben de stalactieten en de stalagmieten hun huidige omvang bereikt.
De grot is onderverdeeld in 2 secties, Nerja I en Nerja II, waarvan de eerste kan bezocht worden door het publiek. Vondsten in de grot duiden erop dat ze bewoond was van ongeveer 27.000 voor onze tijd (zie het vroegste kunstwerk ooit) tot in de late bronstijd. De grotschilderingen, die zich in Nerja II bevinden, zijn niet voor het publiek toegankelijk. Een aantal van de artefacten, beenderen van dieren, van vissen en schelpdieren, die in de grot gevonden zijn, worden in het museum bij de grot getoond. Jaarlijks wordt in juli in de grotten het Festival de Música y Danza georganiseerd. Mstislav Rostropovitsj, Sir Yehudi Menuhin, Maja Plisetskaja, Montserrat Caballé, Dame Kiri Te Kanawa and José Carreras zijn slechts enkele van de grote artiesten die al optraden in de Cueva de Nerja.

## Grotschilderingen
In de grot van Nerja komen grottekeningen voor die men in twee groepen kan onderverdelen in functie van de stijl en in functie van de tijd waarin ze gemaakt werden, het Solutréen en het Magdalénien.
De eerste reeks van tekeningen werd gedateerd op 19.000 jaar voor onze tijd door onderzoek van een stuk houtskool dat zou gebruikt zijn bij het maken van de tekening van een hert, met de C14-AMS methode(C14-Accelerator Mass Spectrometry). Het plaatst deze tekening in het Solutréen zo een 20.000 à 16.000 jaar voor onze tijd. De tweede serie situeert zich waarschijnlijk omstreeks 12.000 jaar voor onze tijd. In deze serie werden vooral veel variaties op rood, maar ook zwart gebruikt voor de tekeningen.

### Het vroegste kunstwerk ooit
In 2012 is een aantal tekeningen van zeehonden in de grot gedateerd op minstens 42.000 jaar oud. Dit zou dan het oudste kunstwerk zijn dat de mensheid heeft voortgebracht. De datering werd uitgevoerd op stalen van organisch materiaal (houtskool) gevonden op enkele centimeter van de tekeningen, in de bovenste galerijen die niet voor het publiek toegankelijk zijn. Men vermoedt dat het resten zijn van brandend hout dat men gebruikte als verlichting bij het uitvoeren van de tekeningen of bij het bekijken ervan. De ontdekking werd op 8 februari 2012 gerapporteerd door José Luis Sanchidrián, professor aan de universiteit van Córdoba.
Als de datering en de hypothese van José Luis Sanchidrián correct zouden zijn, betekent dit dat men het eerste kunstwerk zou gevonden hebben uitgevoerd door de neanderthaler. Dit zou een revolutie betekenen in de studie van de prehistorie. Actueel gaat men ervan uit dat het pas de moderne mens was die de eerste kunstwerken creëerde en een zeker gevoel van esthetiek had. Om volledige zekerheid te hebben zou het materiaal van de tekening zelf moeten gedateerd worden, maar daarvoor ontbreken momenteel in Spanje, de nodige financiële middelen. Uiteraard wordt deze melding door andere archeologen met de nodige scepsis ontvangen.

## Toeristische informatie
- Locatie - Ctra. N-340. 4 km tot Nerja, 45 km tot Málaga
- Openingstijden - Zie website Nerja Today